# Маркович, Дмитрий Маркович
Дми́трий Ма́ркович Марко́вич (род. 27 мая 1962 года) — российский физик, специалист в области гидродинамики, управления процессами тепло- и массообмена, директор Института теплофизики имени С. С. Кутателадзе СО РАН (с 2017 года), академик РАН (2019; член-корреспондент с 2011), член Президиума РАН. Лауреат Государственной премии РФ в области науки и технологий (2019) и премии Правительства РФ в области науки и техники (2014) и премии Правительства РФ в области науки и техники (2024). Претендовал на избрание президентом РАН осенью 2022 года.

## Биография
Родился 27 мая 1962 года.
В 1984 году — окончил физический факультет Красноярского государственного университета, специализировался на кафедре теплофизики, научный руководитель С. В. Алексеенко.
После окончания ВУЗа полтора года отслужил в армии, на Урале, в ракетных войсках.
После армии работал на кафедре теплофизики Красноярского университета, а в 1989 году переехал в Новосибирский Академгородок.
В 1995 году по предложению академика В. Е. Накорякова (на тот момент — директор Института теплофизики) возглавил лабораторию физических основ энергетических технологий, затем руководил отделом теплоэнергетики.
С 2002 года — заместитель директора по научной работе Института теплофизики имени С. С. Кутателадзе СО РАН, а в 2017 году — назначен директором института.
В 2003 году — защитил докторскую диссертацию, тема: «Гидродинамическая структура ограниченных струйных течений».
В 2011 году — избран членом-корреспондентом РАН.
В сентябре 2022 года участвовал в выборах президента РАН, но при голосовании уступил кандидату-конкуренту Г. Я. Красникову.

## Научная деятельность
Специалист в области гидродинамики, управления процессами тепло массообмена.
Основные научные результаты:
- исследована гидродинамическая структура и развиты методы управления спектральным составом турбулентных пульсаций и интенсивностью тепломассопереноса для широкого класса многофазных и реагирующих потоков. Полученные результаты нашли применение при моделировании и оптимизации ряда аппаратов тепловой, гидро- и водородной энергетики;
- в исследованных системах обнаружен ряд новых гидродинамических явлений, таких как стационарные солитоны на поверхности жидких плёнок, локальные отрывы при струйном обтекании поверхностей, вихревые образования внутри крупных нелинейных волн;
- развиты научные основы, разработан ряд диагностических комплексов на основе полевых оптических методов (PIV и др.) для исследования процессов в теплофизике и энергетике. Разработанная аппаратура, в настоящее время выпускающаяся серийно, успешно эксплуатируется в ряде научных, образовательных и производственных организаций.

Ведёт преподавательскую работу в должности профессора Новосибирского государственного университета.
Член Национального комитета по тепло- и массообмену.

## Награды
- Премия Правительства Российской Федерации (в составе группы, за 2014 год) — за разработку научных основ, создание и внедрение оптико-информационных методов, систем и технологий бесконтактной диагностики динамических процессов для повышения эффективности и безопасности в энергетике, промышленности и на транспорте[4]
- Лауреат Фонда содействия отечественной Науке в номинации «Доктора наук РАН» (2005, 2006)